# Volksbank Main-Taunus

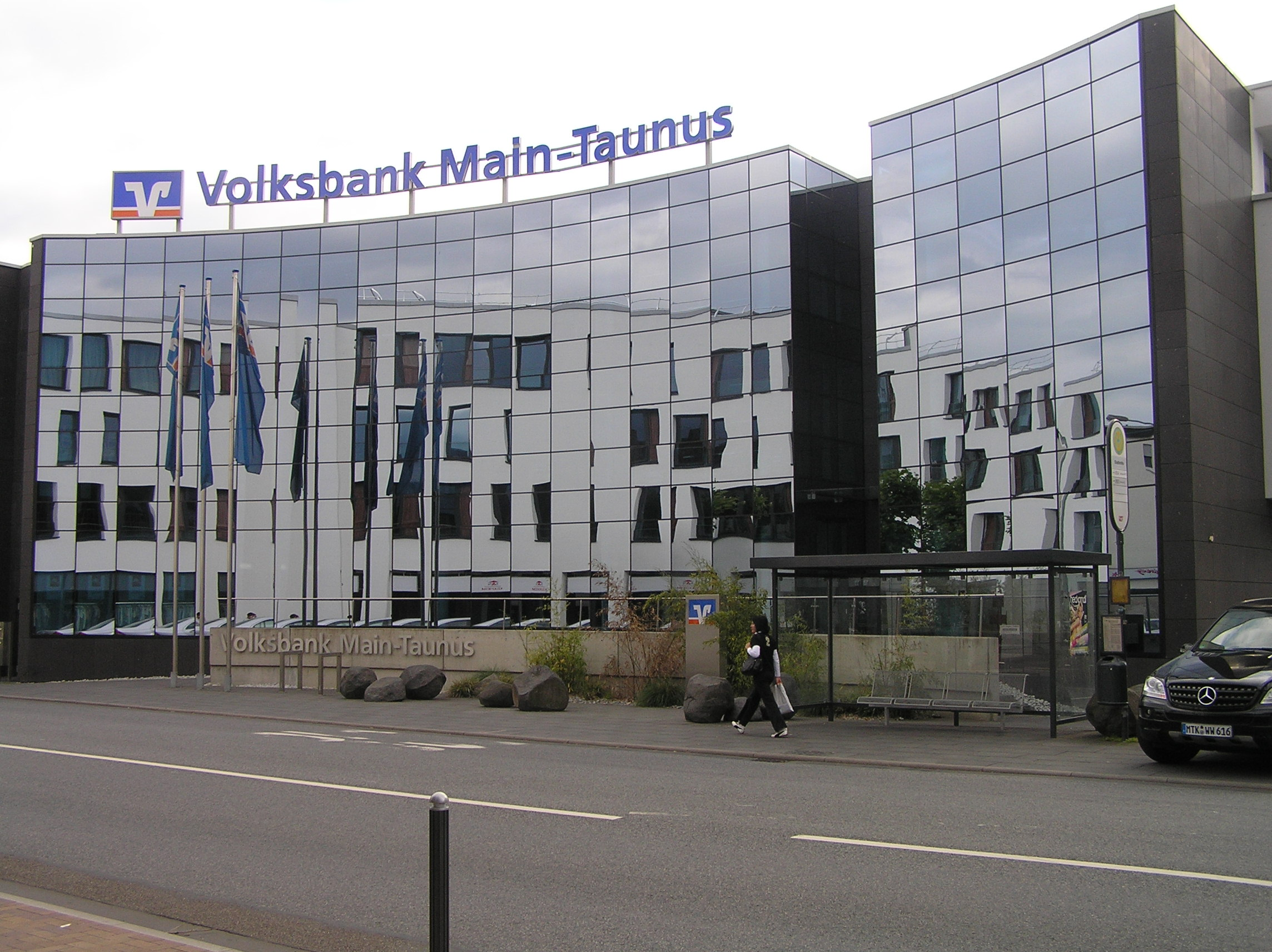
Ehemaliger Hauptsitz der Volksbank Main-Taunus in Kelkheim

Die Volksbank Main-Taunus eG war eine Genossenschaftsbank mit Sitz in Kelkheim (Taunus).

## Geschichte
Vorgänger der Volksbank Main-Taunus war die Hofheimer Volksbank, die im Jahr 1889 in Hofheim am Taunus gegründet wurde.
Im Jahr 1999 fusionierte die Hofheimer Volksbank mit der Volksbank Bad Soden – Kelkheim (ihrerseits 1993 aus einer Fusion der Volksbank Kelkheim und der Volksbank Bad Soden entstanden) zur Volksbank Main-Taunus. Diese nahm im Jahr 2002 die Genossenschaftsbank Main-Taunus (mit Sitz in Kriftel) auf. In den Jahren 2005 bis 2007 errichtete die Volksbank Main-Taunus ein neues Gebäude in der Frankfurter Straße 34–36 in Kelkheim und verlegte ihren Hauptsitz von Hofheim hierher. Zuletzt hatte die Volksbank Main-Taunus 20 Filialen und 6 SB-Geschäftsstellen, die sich über weite Teile des Main-Taunus-Kreises sowie Teile der Stadt Wiesbaden erstreckten.
Im Jahr 2009 beschloss die Volksbank Main-Taunus den Zusammenschluss mit der Frankfurter Volksbank. Der Markenname Volksbank Main-Taunus wird für die ehemaligen Filialen weitergeführt.